# Маркевичево
Маркевичево (укр. Маркевичеве) — село, относится к Ширяевскому району Одесской области Украины.
Население по переписи 2001 года составляло 677 человек. Почтовый индекс — 66862. Телефонный код — 4858. Занимает площадь 0,75 км². Код КОАТУУ — 5125481404.

## Местный совет
66861, Одесская обл., Ширяевский р-н, с. Катерино-Платоновка, ул. Калинина, 26